# Слон суматранський
Слон суматранський (Elephas maximus sumatranus) — один з трьох загальновизнаних підвидів азійського слона, ендемік індонезійського острова Суматра. У 2011 році був класифікований МСОП як підвид на межі зникнення через те, що його чисельність скоротилася щонайменше на 80 % протягом останніх трьох поколінь (близько 75 років). Загрозою є втрата місць проживання, деградація, фрагментація ареалу і браконьєрство; понад 69 % площі ареалу слона було втрачено протягом останніх 25 років. Велика частина лісового покриву, що залишився, має розмір менше 250 км², що замало, щоб підтримувати життєздатні популяції слонів.

## Характеристика
Загалом азійські слони менші за африканських. Самиці, як правило, менші за самців і мають короткі або взагалі не мають бивнів.
Слон суматранський досягає висоти в холці від 2 до 3,2 м, важить від 2000 до 4000 кг. Його колір шкіри світліший, ніж в maximus та indicus з найменшою депігментацією.

## Поширення
Були колись широко поширений на острові. У 1985 році дослідження всього острова з кількості слонів показало від 2800 до 4800 слонів, що жили у восьми провінціях Суматри в 44 популяціях. Дванадцять з цих популяцій існувало в провінції Лампунг, де всього три популяції збереглися на 2002 рік. Популяція слонів у національному парку Букіт Барисан Сеталан оцінювалася в 498 голів, в той час як популяція у національному парку Вай Камбас оцінювалася в 180 голів. Третя популяція в Гунунг Леусер вважається занадто малою, щоб бути життєздатною в довгостроковій перспективі.
До 2008 року слони локально зникли у 23 популяціях з 43 виявлених на Суматрі в 1985 році, що вказує на значне зниження поголів'я. До 2008 року слони локально зникли в провінції Західна Суматра і ризикують бути втрачені в провінції Північна Суматра. У провінції Ріау лише близько 350 слонів жило у дев'яти окремих популяціях.
На середину 2010-х популяція слона суматранського оцінюється у 2400—2800 диких особин, за винятком слонів в резервах, у 25 фрагментованих популяціях всього острова. Понад 85 % ареалу їхнього проживання знаходиться за межами охоронюваних територій.

## Репродукція
Термін жіночої репродукції — 60 років. Максимальна тривалість життя становить близько 60 років. Самиці у неволі доживають до 75 років, а самці до 60 років. Пологи відбуваються вночі й тривають близько 10 секунд. Дитинча може стояти самостійно вже через 10—30 хвилин.

## Загрози
Через знищення лісів у населених пунктах і сільськогосподарських районах багато популяцій суматранських слонів втратили своє середовище існування. З 1980 по 2005 рік 69 % потенційних місць існування було втрачено. У результаті багато слонів було знищено з дикої природи або вбито. Крім цього, слони також є об'єктами браконьєрства за слоновою кісткою. У період з 1985 по 2007 рік 50 % популяції суматранського слона було знищено. 65 % смертей викликано діями людини.

## Ресурси Інтернету
- WWF: Sumatran elephant